# Ľuboš Čikel
Ľuboš Čikel (* 4. prosince 1975 Trenčín) je bývalý slovenský zápasník-volnostylař, který od roku 2003 reprezentoval Rakousko.

## Sportovní kariéra
Pochází ze sportovní rodiny. Je vnukem známéno slovenského sportovce a sportovního funkcionáře Dušana Čikela. Zápasení se věnoval od 10 let v rodném Trenčíně. Připravoval se pod vedením Petera Hirjaka. Ve slovenské volnystylařské reprezentaci se pohyboval od roku 1997 ve váze do 58 kg. Od roku 1999 však v reprezentaci dostával přednost mladší Andrej Fašánek, se kterým v roce 2000 prohrál nominaci na olympijské hry v Sydney. Od roku 2002 pro něho neměli v armádním sportovním středisku Dukla volnou tabulku. Ukončil sportovní kariéru a odjel pracovat do Rakouska. Při práci v automobilce navštěvoval místní zápasnický klub. Brzy ho s nabídkou na reprezentaci oslovili rakouští sportovní funkcionáři a ze Slovenska mu přivedli i osobního trenéra Milana Revického. Rakouské občanství obrdržel v roce 2003. V září téhož roku se devátým místem na mistrovství světa v New Yorku ve váze do 60 kg kvalifikoval na olympijské hry v Athénách v roce 2004. V Athénách byl nalosován do čtyřčlenné skupiny a úvodní zápas s jižním Korejcem Čong Jong-ho prohrál těsně 3:4 na technické body. Ve druhém kole skupiny porazil těsně 6:5 Uzbeka Damira Zacharutdinova, ale rozhodující zápas o postup ze skupiny prohrál s Japoncem Kendžim Inouem před časovým limitem na technickou převahu. V roce 2008 se na olympijské hry v Pekingu nekvalifikoval. Sportovní kariéru ukončil v roce 2010. Věnuje se trenérské práci v rakouském Salcburku.

## Výsledky
| Turnaj             | Československo | Československo | Slovensko | Slovensko | Slovensko | Slovensko | Slovensko | Slovensko | Slovensko | Slovensko | Slovensko | Slovensko | Rakousko | Rakousko | Rakousko | Rakousko | Rakousko | Rakousko | Rakousko |
| Turnaj             | 1991           | 1992           | 1993      | 1994      | 1995      | 1996      | 1997      | 1998      | 1999      | 2000      | 2001      | 2002      | 2003     | 2004     | 2005     | 2006     | 2007     | 2008     | 2009     |
| Turnaj             | 16             | 17             | 18        | 19        | 20        | 21        | 22        | 23        | 24        | 25        | 26        | 27        | 28       | 29       | 30       | 31       | 32       | 33       | 34       |
| Turnaj             | -48            | -52            | -52       | -57       | -57       | -57       | -58       | -58       | -58       | -58       | -58       | -60       | -60      | -60      | -60      | -60      | -60      | -60      | -60      |
| ------------------ | -------------- | -------------- | --------- | --------- | --------- | --------- | --------- | --------- | --------- | --------- | --------- | --------- | -------- | -------- | -------- | -------- | -------- | -------- | -------- |
| Olympijské hry     |                | —              |           |           |           | —         |           |           |           | —         |           |           |          | —        |          |          |          | —        |          |
| Mistrovství světa  | —              |                | —         | —         | —         |           | úč.       | —         | —         |           | —         | —         | 9.       |          | —        | —        | —        |          | —        |
| Mistrovství Evropy | —              | 8.             | —         | —         | —         | —         | —         | úč.       | —         | —         | —         | —         | úč.      | úč.      | —        | —        | —        | —        | úč.      |
| MS nadějí          | —              |                | ?         |           | úč.       |           |           |           |           |           |           |           |          |          |          |          |          |          |          |
| ME nadějí          |                | ?              |           | ?         |           |           |           |           |           |           |           |           |          |          |          |          |          |          |          |
| MS juniorů         |                | 7.             |           | ?         |           |           |           |           |           |           |           |           |          |          |          |          |          |          |          |
| ME juniorů         | —              |                | ?         |           |           |           |           |           |           |           |           |           |          |          |          |          |          |          |          |
| MS dorostenců      | 4.             |                |           |           |           |           |           |           |           |           |           |           |          |          |          |          |          |          |          |